# Verkiezingen voor het Europees Parlement 2004/Kandidatenlijst/VVD
Dit is de lijst van kandidaten voor de VVD voor de Europese Parlementsverkiezingen 2004.

## De lijst
1. Jules Maaten
2. Jan Mulder
3. Toine Manders
4. Jeanine Hennis-Plasschaert
5. Herman Vermeer
6. Marianne Kallen-Morren
7. Han ten Broeke
8. Aly Wisse-Maat
9. Esther Rommel
10. Oussama Cherribi
11. Maarten van de Donk
12. Ted Versteegh-Weijers
13. Wytze Russchen
14. Enno Scholma
15. Ria von Bönninghausen tot Herinkhave-Visser
16. Sander van der Eijk
17. Jeannette Baljeu
18. Katja Buchsbaum
19. Paul Scheffer
20. Melvin Könings
21. Hans Pluckel
22. Age van der Werf
23. Cécile Franssen
24. Harry van den Boogaard
25. Arnoud Ongerboer de Visser
26. Lysbeth van Valkenburg-Lely
27. Robert de Oude
28. Hendrik Noorderhaven
29. Eric Neef
30. Dennis Straat